# DeepSeek
DeepSeek este o companie chineză de inteligență artificială cunoscută pentru lansarea în 20 ianuarie 2025 a unui model lingvistic mare cu sursă deschisă numit DeepSeek R1. În 27 ianuarie 2025, aplicația mobilă DeepSeek a devenit cea mai descărcată aplicație gratuită din Apple App Store în Statele Unite, depășind ChatGPT. Aceasta a dus la scăderea prețului acțiunilor Nvidia, principalul furnizor de cipuri pentru inteligența artificială, cu aproximativ 17%, fapt ce a cauzat scăderea valorii de piață a Nvidia cu 588.8 miliarde de dolari americani într-o singură zi.

## Istoric
În februarie 2016, High-Flyer a fost co-fondat de Liang Wenfeng, un entuziast al inteligenței artificiale, care după criza financiară din 2007-2008 tranzacționa la bursă, în timp ce urma cursurile Universității Zhejiang.Până în 2019, el a înființat High-Flyer ca fond hedge axat pe dezvoltarea și utilizarea algoritmilor de tranzacționare cu inteligență artificială. Până în 2021, High-Flyer a utilizat exclusiv inteligența artificială în tranzacționare, folosind adesea cipuri Nvidia. DeepSeek a făcut ca chatbot-ul său de inteligență artificială generativă să fie open source, ceea ce înseamnă că codul său este disponibil gratuit pentru utilizare, modificare și vizualizare. Aceasta include permisiunea de a accesa și utiliza codul sursă, precum și documentele de proiectare, în scopuri de construcție.
În 2021, în timp ce conducea High-Flyer, Liang a început să stocheze GPU-uri Nvidia pentru un proiect de inteligență artificială. Potrivit 36Kr, Liang a construit un depozit de 10.000 de GPU-uri Nvidia A100, care sunt utilizate pentru a antrena inteligența artificială, înainte ca guvernul federal al Statelor Unite să impună Chinei restricții privind cipurile de inteligență artificială.
În aprilie 2023, High-Flyer a înființat un laborator de inteligență artificială puternică dedicat cercetării dezvoltării de instrumente de inteligență artificială, separat de afacerile financiare ale High-Flyer. Încorporat la 17 iulie 2023, cu High-Flyer ca investitor și finanțator, laboratorul a devenit propria sa companie, DeepSeek. Firmele de capital de risc au fost reticente în furnizarea de finanțare, deoarece era puțin probabil ca acesta să poată genera un exit într-o perioadă scurtă de timp.
După lansarea DeepSeek-V2 în mai 2024, care oferea performanțe puternice la un preț scăzut, DeepSeek a devenit cunoscut drept catalizatorul războiului prețurilor modelelor AI din China. Aceasta a fost rapid supranumită „Pinduoduo al AI”, iar alți giganți tehnologici importanți, precum ByteDance, Tencent, Baidu și Alibaba, au început să reducă prețul modelelor lor AI pentru a concura cu această companie. În ciuda prețului scăzut practicat de DeepSeek, aceasta a fost profitabilă în comparație cu rivalii săi care pierdeau bani.
DeepSeek se concentrează pe cercetare și nu are planuri detaliate de comercializare, ceea ce permite, de asemenea, tehnologiei sale să evite cele mai stricte prevederi ale reglementărilor chineze privind inteligența artificială, cum ar fi cerința ca tehnologia destinată consumatorilor să respecte controalele guvernamentale privind informațiile.
Preferințele de angajare ale DeepSeek vizează mai degrabă abilitățile tehnice decât experiența profesională, rezultând că majoritatea noilor angajați sunt fie absolvenți de universitate recenți, fie dezvoltatori ale căror cariere în domeniul inteligenței artificiale sunt mai puțin stabilite De asemenea, compania recrutează persoane fără cunoștințe de informatică pentru a ajuta tehnologia sa să înțeleagă alte subiecte și domenii de cunoștințe, inclusiv să poată genera poezii și să obțină rezultate bune la examenele de admitere la facultate chinezești (Gaokao), de notorietate dificile.

## Controverse

### Cenzură
Potrivit unui document tehnic publicat de Comitetul național pentru standarde de securitate cibernetică din China, inteligența artificială generativă chineză nu trebuie să ofere conținut care încalcă „valorile socialiste fundamentale” ale țării, ori care „incită la subminarea puterii de stat și la răsturnarea sistemului socialist” sau „pune în pericol securitatea și interesele naționale și afectează imaginea țării”. În consecință, modelele de inteligență artificială ale companiei refuză să răspundă sau aplică cenzura în cazul întrebărilor precum cele legate de Masacrul din Piața Tienanmen sau independența Taiwanului.

### Securitate și confidențialitate
Unii experți se tem că guvernul Chinei ar putea utiliza sistemul AI pentru operațiuni de influență externă, răspândirea dezinformării, supraveghere și dezvoltarea de arme cibernetice. Termenii și condițiile de confidențialitate ale DeepSeek spun: „Stocăm informațiile pe care le colectăm în servere securizate situate în Republica Populară Chineză(...) Putem colecta datele dvs. text sau audio, prompt, fișiere încărcate, feedback, istoricul chat-ului sau alt conținut pe care îl furnizați modelului și serviciilor noastre”. Potrivit unei analize realizate de Wired, DeepSeek trimite, de asemenea, date către serviciul de analiză web al Baidu și colectează date de la ByteDance.
Ca răspuns, autoritatea italiană pentru protecția datelor solicită informații suplimentare cu privire la colectarea și utilizarea datelor cu caracter personal de către DeepSeek, iar Consiliul Național de Securitate al Statelor Unite a anunțat că a demarat o revizuire a securității naționale. Comisia pentru protecția informațiilor personale din Coreea de Sud a deschis o anchetă cu privire la utilizarea de către DeepSeek a informațiilor cu caracter personal. Autoritatea olandeză pentru protecția datelor a demarat, de asemenea, o anchetă.
La 31 ianuarie 2025, ministerul digital din Taiwan a sfătuit departamentele guvernamentale să nu utilizeze serviciul DeepSeek pentru a „preveni riscurile de securitate a informațiilor”. În aceeași zi, guvernatorul Texasului, Greg Abbott, a emis o interdicție de stat privind dispozitivele emise de guvern pentru DeepSeek, împreună cu Xiaohongshu și Lemon8.